# 113 Kompania Lekkich Czołgów Wolnobieżnych
113 Samodzielna Kompania Czołgów Lekkich – pododdział broni pancernych Wojska Polskiego w II Rzeczypospolitej.
Kompania nie występowała w organizacji pokojowej wojska. Została sformowana, zgodnie z planem mobilizacyjnym „W”, w dniach 31 sierpnia – 5 września 1939 roku, w I rzucie mobilizacji powszechnej przez 2 batalion pancerny z Żurawicy jako pododdział dyspozycyjny Naczelnego Wodza. Na wyposażeniu miała 15 czołgów lekkich wolnobieżnych Renault FT. Dowódcą kompanii był por. Jerzy Ostrowski.

## 113 kczl w kampanii wrześniowej

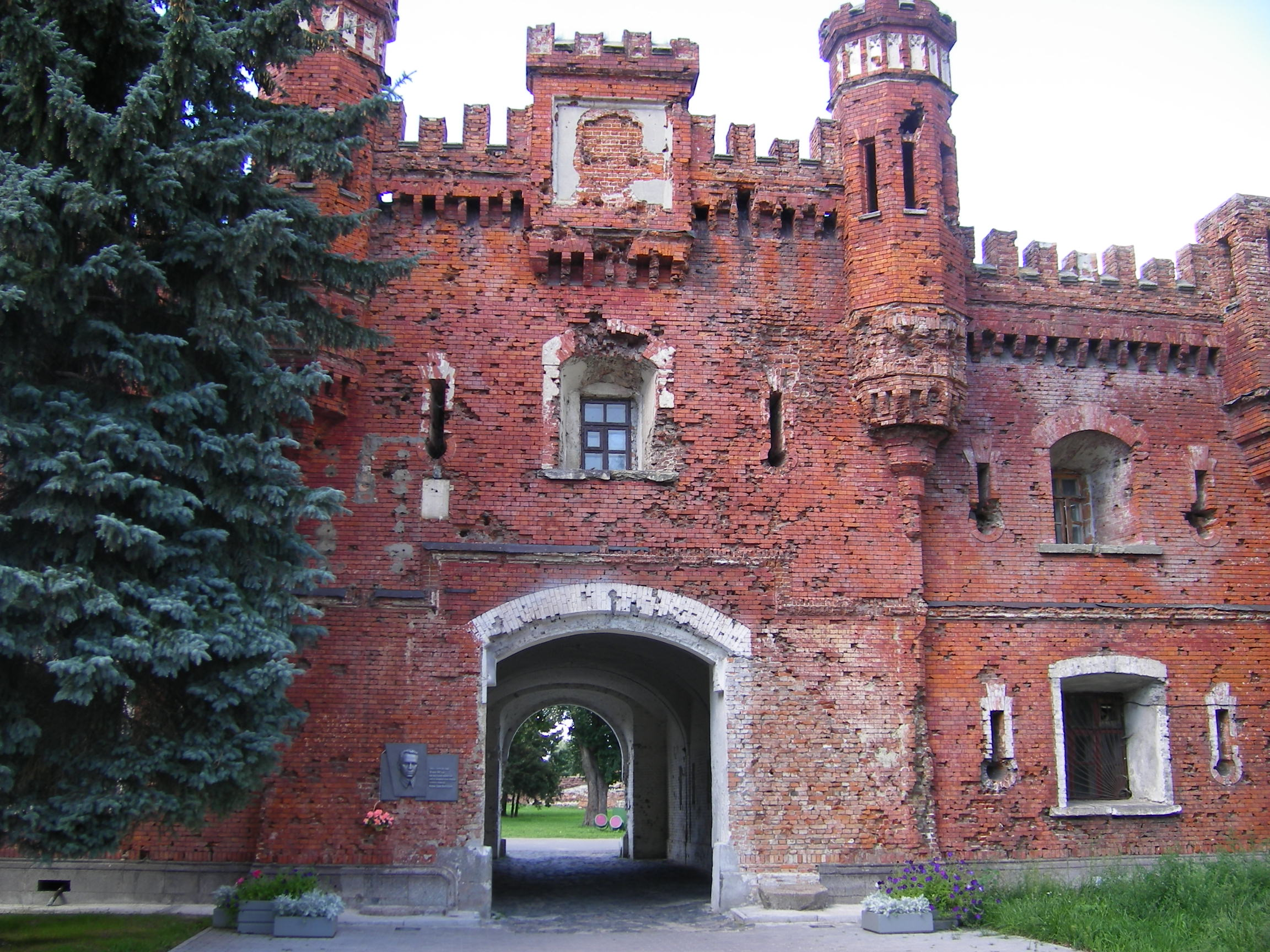
Twierdza Brzeska – miejsce walk

Po zakończeniu mobilizacji kompania 6 września została skierowana transportem kolejowym do Warszawy, do Odwodu Naczelnego Wodza. Na skutek zerwania torów w Łukowie została zawrócona do Brześcia, gdzie dotarła 10 września. 11 września podporządkowano ją dowódcy Zgrupowania „Brześć” i została skierowana bezpośrednio do twierdzy. Kompania została pierwotnie użyta jako ubezpieczenie bojowe na przedpolach obrony. 113 kczl została rozwinięta na terenie ogródków działkowych na północ od Cytadeli. W godzinach popołudniowych 14 września w tym rejonie I pluton stoczył walkę z II batalionem 8 pułku pancernego niemieckiej 10 Dywizji Pancernej. W czasie walki I pluton stracił 2 czołgi, pozostałe 3 wycofały się do Twierdzy Brzeskiej. Dalsze niemieckie natarcie zostało powstrzymane przez czołgi 113 kczl w rejonie Bramy Brzeskiej. 113 kczl wzmocniła 112 kczl w blokowaniu bram twierdzy, pozostałe czołgi zostały okopane w wałach twierdzy.  15 września czołgi kompanii odpierały ataki na twierdzę niemieckiego 8 pułku pancernego z 10 DPanc. już ze stałych stanowisk ogniowych (zamaskowane okopy w ogródkach działkowych na północ od cytadeli).
16 września załoga cytadeli opuściła miasto, a kompania wyprowadziła z Brześcia pozostałe 2-3 wozy z którymi, większość spieszonych załóg również wycofała się z twierdzy. Pozostałe z kompanii czołgi dołączyły do kolumny czołgów 112 kczl, która w sile 7 czołgów wymaszerowała w kierunku Kodna i Włodawy. W trakcie marszu czołgi na skutek defektów i zużycia sukcesywnie były niszczone przez własne załogi. Do miejsca pierwszego postoju 17 września o godz. 6.30 doprowadzono dwa czołgi, które ukryto, uzbrojenie i amunicję zakopano W Twierdzy Brzeskiej pozostało w jako blokujących bramy i na stanowiskach 10 lub 11 czołgów. Większość spieszonych załóg, które wycofały się z twierdzy, w części 19 września dotarło do Lublina. W trakcie dalszego marszu 21 września część dostała się do niewoli sowieckiej, a część do końca września walczyła w Grupie płk. dypl. Zieleniewskiego.

## Organizacja wojenna samodzielnej kompanii czołgów lekkich

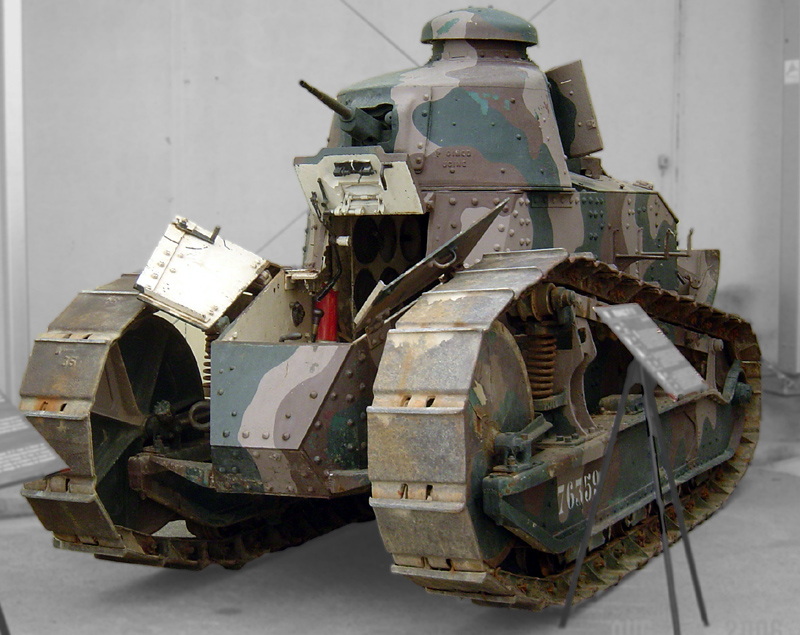
Czołg Renault FT 17

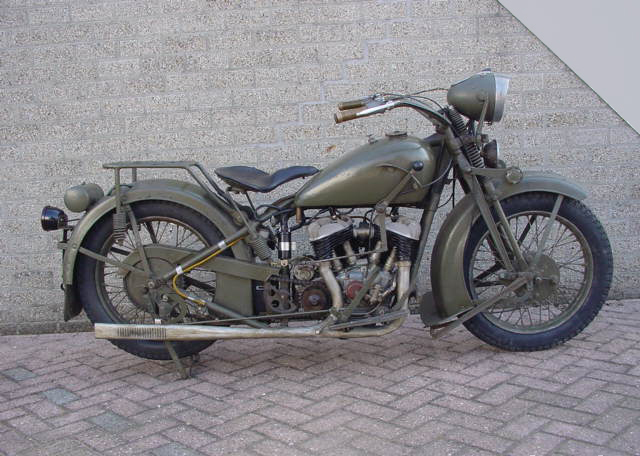
Motocykl Sokół 1000

Skład kompanii lekkich czołgów wolnobieżnych Renault FT:

Poczet dowódcy
- gońcy motocyklowi
- patrol łączności
- patrol sanitarny

Razem w dowództwie
1 oficer, 2 podoficerów, 10 szeregowców;
1 samochód osobowo-terenowy, 3 motocykle.
Trzy plutony czołgów, w każdym:
1 oficer, 5 podoficerów, 7 szeregowców
5 czołgów, 1 motocykl
Pluton techniczno-gospodarczy
- sekcja warsztatowa
- sekcja gospodarcza
- sekcja transportowa
- załogi zapasowe

Razem w plutonie
1 oficer, 17 podoficerów, 21 szeregowców
5 samochodów ciężarowych, samochód-warsztat, cysterna, 1 motocykl, transporter czołgów, 2 przyczepy na paliwo, kuchnia polowa
Ogółem w kompanii
5 oficerów, 34 podoficerów, 52 szeregowców
15 czołgów, 7 samochodów, 7 motocykli